# Lawshall
Lawshall ist ein Dorf und eine Verwaltungseinheit im District Babergh in der Grafschaft Suffolk, England. Lawshall ist 31,6 km von Ipswich entfernt. Im Jahr 2022 hatte es eine Bevölkerung von 991 Einwohnern.